# Leichtathletik-Weltmeisterschaften 2023/Teilnehmer (Salomonen)
| Goldmedaillen | Silbermedaillen | Bronzemedaillen |
| ------------- | --------------- | --------------- |
| —             | —               | —               |

Der Leichtathletikverband von den Salomonen hat für die Leichtathletik-Weltmeisterschaften 2023 in Budapest eine Sportlerin gemeldet.

## Ergebnisse

### Frauen

#### Laufdisziplinen
| Jovita Arunia | 100 m | 13,20 s SB | 52 | DNQ | DNQ | – | – | – | – |